# Katelysia rhytiphora
Katelysia rhytiphora is een tweekleppigensoort uit de familie van de Veneridae. De wetenschappelijke naam van de soort is als Marcia rhytiphora voor het eerst geldig gepubliceerd in 1935 door Lamy.